# Felípica
Felípica fue una propuesta urbanística ideada por Cristóbal Pérez de Herrera a finales del siglo XVI y principios del XVII para la ciudad de Madrid, a la que proponía como capital perpetua de la Monarquía Hispánica. El proyecto proponía el cambio de nombre de Madrid por el de Felípica, Felipa o Felípina, en honor a Felipe II y que al mismo tiempo significara "ciudad de Fe". 
Las propuestas constructivas inlcuían rodear la ciudad de una muralla monumental para embellecerla y detenera la expansión urbana descontrolada, aumentar el caudal del río Manzanares mediante obras de ingeniería y la construcción de una catedral.